# Gaspar Aguilera Díaz
Gaspar Aguilera Díaz (Hidalgo del Parral, 20 de octubre de 1947-Morelia, 7 de noviembre de 2021) fue un escritor y poeta mexicano.

## Biografía
Nacido en Hidalgo del Parral, Chihuahua, obtuvo un a licenciatura en derecho en la Universidad Michoacana de San Nicolás de Hidalgo (UMSNH). Posteriormente dentro de su alma mater estuvo a cargo de la jefatura y secretaría del departamento de difusión cultural, así como de la dirección editorial.
Dentro de su labor docente, impartió clases de literatura en la UMSNH, en la preparatoria de Morelia y en el Instituto de Romanística de la Universidad de Salzburgo en Austria. Participó en la fundación del taller y grupo literario "Pireni" en 1974 y fue miembro del Sistema Nacional de Creadores de Arte (SNCA). Durante su carrera colaboró para diversas revistas y periódicos como Punto de Partida, Tierra Adentro, Plural, Dosfilos, Crítica Política, Bohemia, Revista cubana, Unomásuno, Siempre!, Novedades y La Jornada.
Los críticos de su obra han señalado la exploración que hace del desarrollo estructural en su poesía desde sus primeros libros, Informe de labores (1981) y Pirénico poemas 1974-78 (1982). Su poemario, Zona de derrumbe (1985), aborda el contradictorio estado de ánimo de la sociedad donde “la vida cotidiana [es] reinventada en la felicidad y el desastre”. El erotismo está presente en la mayoría de sus poemas, en especial, en Los ritos del obseso (1999), como tema central que irrumpe en lo cotidiano y donde explora sus infinitas y múltiples facetas.

El escritor Rafael Calderón Torres lo describió como el poeta más universal que ha tenido la tradición poética michoacana en los últimos años: "Su obra afortunadamente es un legado que está más que vigente". Falleció el domingo, 7 de noviembre de 2021 en Morelia, Michoacán, a los 74 años de edad.

### Premios y reconocimientos
Fue ganador del Premio Tomás Valles Vivar en 1990, otorgado por la Fundación Cultural Chihuahua, a su trayectoria literaria. Obtuvo el Premio Tiempo de Niños en 1990 y la Presea José Tocavén a la Trayectoria Literaria en 1992. En 2008 fue galardonado con el Premio Estatal Eréndira.

## Publicaciones seleccionadas

### Antologías
- Aguilera Díaz, Gaspar; Herrera, Leticia (2007). Paisaje a medio cuerpo : antología de poesía erótica 1977-2005. Morelia, Michoacán: Secretaría de Cultura de Michoacán (SECUM) / Jitanjáfora (Poesía Michoacana Contemporánea; 11). ISBN 9789689229117.

### Estudios y crítica
- Aguilera Díaz, Gaspar (2011). Julio Cortázar: el lenguaje lúdico y la imaginación crítica (Primeraición edición). Guadalajara, Mexico: La Zonámbula. ISBN 9786079193065.

### Novela
- Aguilera Díaz, Gaspar (1999). Noviembre y pájaros (1. edición). México, D.F: Univ. Autónoma Metropolitana. ISBN 9789706800138.

### Poesía
- Aguilera Díaz, Gaspar (1981). Informe de labores. México: Punto de Partida.
- Aguilera Díaz, Gaspar (1982). Pirénico poemas 1974-78. México: Instituto Mexicano de Ingeniería de Costos.
- Aguilera Díaz, Gaspar (1985). Zona de derrumbe (1a edición). México, D.F: Katún. ISBN 9789688500248.
- Aguilera Díaz, Gaspar (1996). Diario de Praga (1. edición). México: Universidad Nacional Autónoma de México, Coordinación de Humanidades, Dirección de Publicaciones. ISBN 9789683643957.
- Aguilera Díaz, Gaspar (1999). Los ritos del obseso: poesía, 1982-1998 (1. edición). México, D.F: Siglo Veintiuno Editores. ISBN 9789682321894.
- Aguilera Díaz, Gaspar (2011). Historia de todas las cosas. Ciudad de México: Ediciones y Gráficos Eón. ISBN 9781512971163.